# Гусії
Гусії (кісії, косова, гузії, ікігусії — назва мови) — народ банту у Східній Африці.

## Розселення, чисельність, мова і релігія
Люди гусії проживають на південному заході Кенії від затоки Кавірондо у районі Гусії (гірське плато) в провінції Ньянза.
Чисельність гусії — 1 582 000 (1994) або 6,3 % населення країни.
Мова гусії — ікігусії належить до банту мов. Мовців ікігусії бл. 2 млн чоловік, включно з тими, для яких вона є другою (1995). Слабкий відсоток писемності (15—25 %).
За віросповіданням серед гусії — християни (Біблію перекладено у 1988 році) — католики та прибічники афро-християнської церкви Марія Легія, також багато тих, хто дотримуються традиційної релігії.

## Дані про історію, економіку та суспільство
Історично предки гусії переселилися з території сучасної Уганди не пізніше 1-ї половини XVI століття.
Традиційні заняття — інтенсивне ручне землеробство (просо, сорго, кукурудза, ямс, таро, товарні культури — бавовник і кава), розведення великої і дрібної рогатої худоби. Розвинуті ремесла — різьблення на дереві й ковка заліза.
Основа традиційної соціальної організації — патріархальна община. Зберігаються вікові класи, племінні вожді, старійшини селищ, общинне землеволодіння тощо.